# Rrajcë
Rrajcë è una frazione del comune di Përrenjas in Albania (prefettura di Elbasan).
Fino alla riforma amministrativa del 2015 era comune autonomo, dopo la riforma è stato accorpato, insieme agli ex-comuni di Qukës e Stravaj a costituire la municipalità di Përrenjas.

## Località
Il comune era formato dall'insieme delle seguenti località:
- Rrajce
- Sutaj
- Skenderbej
- Bardhaj
- Katjel
- Kotodesh
- Urak

Kari